# 尼子誠久
尼子誠久（日语：／ Amago Sanehisa，1510年—1554年11月25日、永正七年—天文廿三年十一月一日），日本戰國時代武將，尼子氏家臣。
誠久為尼子新宮黨黨首尼子國久之嫡子，其弟有尼子豐久、尼子敬久等:327。

## 生平
永正七年（1510年），誠久作為國久之嫡子誕生。誠久出身於實力雄厚的尼子新宮黨家系，自幼便承襲父志，勇武過人，屢建戰功，為尼子氏勢力的擴張立下赫赫戰績。
誠久生涯關鍵轉折之一，發生於其叔父塩冶興久因謀反敗死之後:321。出雲國內支持興久的諸多國人領主因而受到牽連，遭誠久之祖父尼子經久懲罰，被剝奪領地或驅逐出境。此後，原本出雲西部塩冶氏舊領，改由國久繼承。而誠久也成為出雲名門多賀氏的婿養子，由此確立了國久家在西出雲的支配地位。
然而，這一安排卻與年輕當主尼子晴久欲將出雲納入宗家直轄統治的方針相悖，導致統治權責上出現矛盾，形成尼子宗家與新宮黨並立的「二頭政治」局面，也為日後晴久肅清新宮黨埋下伏筆。
誠久雖具軍功與威望，然行事恃勇凌人，態度傲慢，屢與其他家中重臣發生齟齬。如《陰徳太平記》與《雲陽軍実記》等軍記文獻，即記載了誠久諸多傲慢之行徑：
如譏諷晴久的祐筆（即秘書、書記）末次讚岐守鼻大無用，遂毆打致其鼻折。又如下令「館前凡我目光所及之處，皆不得騎馬」，致使尼子領內諸人感到困擾不便，最後反遭熊谷新右衛門以「騎牛」巧諷。再比如譏諷羞辱並毆打以髯自豪的中井平藏兵衛尉等。
上述諸事，雖多半被認為是後世之創作或誇張潤色，然其中所描繪之誠久傲慢專橫的態度與尼子內部矛盾之實態，已可見一斑。
誠久晚年與父國久同掌美作方面的統治，並與晴久重臣牛尾幸清共任一地政務。
然兩尼子宗家與新宮黨派矛盾終是不可調和，天文二十三年（1554年）十一月，誠久與父國久同遭晴久誅殺（新宮黨事件），享年45歲。

## 子孫
誠久死後，其第五子在家臣協助下逃往京都東福寺（現京都市東山區本町），入僧籍，後還俗復姓為尼子勝久，並在山中幸盛等尼子氏遺臣的輔佐下成為尼子再興軍之總大將，試圖復興尼子氏。惟最後在上月城之戰敗於毛利氏，尼子氏再興之夢也就此破碎。

## 出處
1. 1 2  今井尭. . 新人物往来社. 1984.
2. ↑  長谷川博史（1993）P.365-367
3. ↑  長谷川博史（1993）P.372
4. ↑  小和田哲男（2021）P.30-31
5. ↑  米原正義（2015）
6. ↑  安来市観光ガイド（2023）
7. ↑  近畿島根縣人會第93号（2022）